# 1984 (광고)
1984는 애플의 매킨토시 텔레비전 광고이다. 매킨토시 128K를 선전한 비디오 광고이다. 1984년 미국의 슈퍼볼경기에서 열린 뒤, 엄청난 파장을 불러일으켰다. 2004년에 매킨토시 출시 20년을 맞아 리메이크되었다.

## 수상

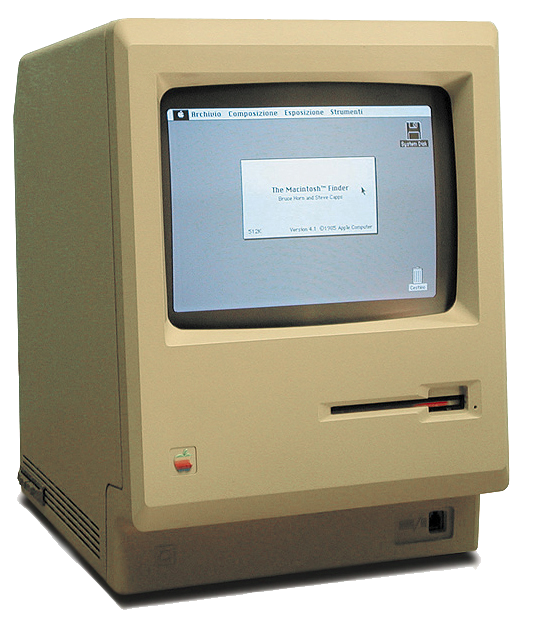
최초의 매킨토시(1984), 매킨토시 128K

- 2007년: Best Super Bowl Spot (40년 역사)
- 2003년: WFA - Hall of Fame 어워드 (저블리 골든 어워드)
- 1999년: TV 가이드 - 최고의 광고
- 1995년: Advertising Age - Greatest Commercial
- 1995년: Clio 어워드 - Hall of Fame
- 1984년: Clio 어워드
- 1984년: 제 31회 국제 캔스 라이언스 광고 축제 - Grand Prix

## 같이 보기
- Get a Mac